# تپه خالوخالو (۲)
تپه خالوخالو (۲) مربوط به عصر آهن - دوره اشکانیان - دوره ساسانیان است و در شهرستان گیلانغرب، بخش مرکز ی، دهستان چله، ۴۰۰ متری جنوب غربی روستای خالوخالو واقع شده و این اثر در تاریخ ۲۷ اسفند ۱۳۸۶ با شمارهٔ ثبت ۲۲۳۴۰ به‌عنوان یکی از آثار ملی ایران به ثبت رسیده است.